# Philippe de Rémi
Philippe de Rémi, in antico francese Phelipe de Remi (1210 – Remy, 1265), originario della Piccardia, è stato un poeta e troviero francese, e bailli del Gâtinais dal 1237 fino ad almeno il 1249.
Era inoltre padre di Philippe di Beaumanoir, il famoso giurista, avuto da sua moglie Marie.

## Biografia
Nel 1255 Philippe risulta essere cavaliere (chevalier) e sire (o seigneur) di Beaumanoir. Nel 1257 lo troviamo al servizio della corte della contessa d'Artois, Amicie de Courtenay, ad arbitrare una controversia tra la casa di Haute-Avesnes e Guillaume de Hesdigneul. Resta alla corte di Artois fino al 1259, allorché si ritira nella sua tenuta a Remy dove muore nel 1265. Oltre al figlio Philippe, ha lasciato un figlio più grande, Girard (Gérard), che gli succedette come sire, e una figlia, Péronelle, figli avuti dalla prima moglie, Marie. Lascia inoltre la sua seconda moglie, Alice de Bailleul, che aveva sposato nel 1262 e che era vivente nel 1267.
Henri Léonard Bordier identifica per primo nel 1868 il poeta con il giurista. Nel 1894 questo viene messo in dubbio da V. Zeidler, il quale argomenta che Jehan et Blonde fu la base per il poema tedesco Willehalm von Orlens di Rudolf von Ems, composto nel 1242. Ciò rendeva necessario identificare il poeta con il bailli. Questo venne ampiamente screditato fino al 1981, quando Bernard Gicquel riprese l'ipotesi riguardo al fatto che gli aspetti di Willehalm erano derivati dal Jehan e dalla sequenza di astiludio a Ressons ne La Manekine. R.-H. Bautier segue Gicquel, ma corregge lievemente la biografia del padre. Secondo lui, Alice era la moglie di Philippe già nel 1252 e Philippe (il figlio) nacque tra quest'anno e il 1254. Suggerisce così che i romanzi di Philippe fossero stati composti mentre egli era bailli e che i componimenti poetici fossero stati scritti tra il 1250 e il 1262 (o 1265). Anche Jean Dufournet e Marie-Madaleine Castellani concordano con Gicquel. Sylvie Lécuyer nella sua edizione di Jehan et Blonde (Parigi, 1984), rifiuta di usare [il nome di] "Philippe de Beaumanoir" dell'autore in modo da evitare di collegarlo con il giurista, suo figlio.

## Poesia
Philippe scrisse poesie per un totale di quasi 20.000 versi e due romanzi, La Manekine e Jehan et Blonde. Tutta la sua opera è conservata nella B.N., f. fr. 1588, in un manoscritto di inizio XIV secolo proveniente da Amiens o Vermandois. Alfred Jeanroy gli attribuisce undici chansons esterne a questo manoscritto.
Nel suo poema vi è un unico salut d'amour, uno degli unici quattro componimenti di tale tipo ad avere ritornelli, e il solo con un autore identificato. Il verso iniziale è Douce amie, salus vous mande e comprende otto ritornelli. Esso è stato chiamato salut à refrains analogamente alla chanson avec des refrains.
Tra la maggior parte dei lavori di Philippe studiati abbiamo le sue poesie nonsense chiamate Fatrasies e Oiseuses.